# Merritt Island, Florida
Merritt Island är en stad i Florida som ligger i Brevard County, på ön Merritt Island. Staden hade år 2000 36 090 invånare, på en yta av 121,9 km². Hela 62,49 % av ytan utgörs av vatten. 